# Patrick Burgan
Patrick Burgan est un compositeur français né le 17 mars 1960 à Grenoble.

## Biographie
Patrick Burgan est agrégé de musique, premier prix d'orchestration (en 1988) et de composition (en 1990) au Conservatoire national supérieur de musique et de danse de Paris. Il entre alors dans la classe de Gérard Grisey.
La même année il reçoit les conseils de Franco Donatoni à l'Académie Chigiana de Sienne puis effectue un stage d'informatique musicale à l'IRCAM avec Tristan Murail et Philippe Manoury.
Il a été plusieurs fois lauréat de l'Institut de France et pensionnaire de la Casa de Velázquez à Madrid de 1992 à 1994.

### Prix et distinctions
- 1995 : Lauréat du prix Pierre Cardin-Académie des Beaux-Arts.
- 1996 : Prix de la Fondation Simone et Cino Del Duca et de l'Académie des Beaux-Arts.
- 2000 : Prix Claude Arrieu de la Sacem pour l'ensemble de son œuvre.
- 2008 : Grand Prix Sacem de la Musique Symphonique.

## Œuvres publiées
Les œuvres de Patrick Burgan sont publiées aux éditions Billaudot, Jobert et Leduc. En voici la liste, par ordre chronologique :
| Date | Titre de l'œuvre                                                                                | formation                                                                       | éditeur              |
| ---- | ----------------------------------------------------------------------------------------------- | ------------------------------------------------------------------------------- | -------------------- |
| 1983 | Thème et variations                                                                             | clarinette et piano                                                             | Billaudot            |
| 1984 | Sept petites pièces à la manière de ...                                                         | Piano                                                                           | Billaudot            |
| 1985 | Trois poèmes de Victor Hugo                                                                     | 3 voix égales                                                                   | Jobert               |
| 1985 | Deux poèmes de Victor Hugo                                                                      | 2 voix d'enfants et 1 voix d'homme                                              | Jobert               |
| 1985 | Mes deux Filles sur un poème de Victor Hugo                                                     | deux voix égales                                                                | Jobert               |
| 1988 | Cristallin sur trois poèmes de Christine Boulanger                                              | soprano, contralto et 10 instruments                                            | Billaudot            |
| 1988 | Six études                                                                                      | deux pianos                                                                     | Billaudot            |
| 1989 | Jeux de femmes sur six poèmes érotiques de Paul Verlaine                                        | soprano colorature et flûte                                                     | Billaudot            |
| 1989 | Cathédrales                                                                                     | 15 instruments à vent                                                           | Billaudot            |
| 1989 | Larme de lune                                                                                   | hautbois, violon, violoncelle, clavecin, percussion                             | Billaudot            |
| 1990 | Ison                                                                                            | orgue                                                                           | Billaudot            |
| 1990 | Vagues                                                                                          | orchestre                                                                       | Billaudot            |
| 1991 | Bavardage                                                                                       | clarinette                                                                      | Billaudot            |
| 1991 | Murmures (version 1)                                                                            | clarinette et dispositif électro-acoustique                                     | Billaudot            |
| 1991 | Murmures (version 2)                                                                            | clarinette, 11 instruments et dispositif électro-acoustique                     | Billaudot            |
| 1992 | Ex Maria Virgine                                                                                | orgue                                                                           | Billaudot            |
| 1992 | Rondes Nocturnes                                                                                | violon, violoncelle et piano                                                    | Billaudot            |
| 1992 | Bavardage                                                                                       | clarinette                                                                      | Billaudot            |
| 1993 | Oiseau d'éternité sur 5 poèmes de Christine Boulanger                                           | soprano, mezzo, baryton et 7 instruments                                        | Billaudot            |
| 1993 | Sources                                                                                         | Quintette à vent                                                                | Leduc                |
| 1993 | La puerta de la Luz sur des poèmes et Lorca et Machado                                          | 12 voix solistes                                                                | Billaudot            |
| 1993 | Berceuse                                                                                        | Piano                                                                           | Billaudot            |
| 1993 | Bacchanale                                                                                      | orchestre                                                                       | inédit               |
| 1994 | Dionysos                                                                                        | 8 violoncelles solistes                                                         | Jobert               |
| 1994 | Rosaces                                                                                         | guitare et dispositif électro-acoustique                                        | inédit               |
| 1994 | L'Oiseau empoisonné                                                                             | flûte, clarinette, percussion, piano, violon, alto, violoncelle et contrebasse  | Jobert               |
| 1994 | Soleils sur des poèmes de Marc Blanchet                                                         | chœur a voix égales                                                             | Jobert               |
| 1995 | Le Spectre de la rose sur un poème de Théophile Gautier                                         | voix et piano                                                                   | Jobert               |
| 1995 | Sept petits caprices                                                                            | Alto                                                                            | Leduc                |
| 1995 | Sept petits caprices                                                                            | Violoncelle                                                                     | Leduc                |
| 1995 | Sept petits caprices                                                                            | Violon                                                                          | Leduc                |
| 1995 | Stabat Mater                                                                                    | chœur mixte                                                                     | Jobert               |
| 1995 | La Traversée du Styx                                                                            | orchestre                                                                       | Jobert               |
| 1996 | Un éclair... puis la nuit !                                                                     | 15 instruments                                                                  | Hamelle (Leduc)      |
| 1996 | Solstices                                                                                       | violon                                                                          | Jobert               |
| 1996 | Les sept dernières paroles du Christ                                                            | orchestre et récitant                                                           | Jobert               |
| 1997 | Concertino                                                                                      | piano et orchestre à cordes                                                     | Billaudot            |
| 1997 | Les Sept lettres de Pescara (œuvre collective)                                                  | orchestre                                                                       | Chiola Music Press   |
| 1997 | Le Lac sur le poème d'Alphonse de Lamartine                                                     | soprano et orchestre                                                            | Billaudot            |
| 1997 | Le plaisir originel sur un poème d'Edmond Haraucourt                                            | Sopran, Mezzo, Alto, Contreténor, Ténor, Baryton, Basse                         | Billaudot            |
| 1997 | Miniatures                                                                                      | quatuor de saxophones                                                           | Jobert               |
| 1997 | Trois chansons érotiques sur des textes de Nadaud, Piron et Haraucourt                          | voix et Piano                                                                   | Jobert               |
| 1997 | Vocalises chorégraphiques                                                                       | Soprano solo                                                                    | inédit               |
| 1998 | Géhennes                                                                                        | Chœur mixte                                                                     | Jobert               |
| 1998 | Audi Coelum                                                                                     | Ténor, 2 sopranos, chœur et orgue                                               | Jobert               |
| 1998 | When Forty Winters sur un sonnet de Shakespeare                                                 | Chœur mixte                                                                     | Jobert               |
| 1999 | Ciel Noir sur un poème de Joë Bousquet                                                          | Chœur mixte                                                                     | Jobert               |
| 1999 | Barcarolle                                                                                      | voix et piano                                                                   | inédit               |
| 2001 | La Source des images ou Narcisse exaucé sur un livret de Marc Blanchet                          | Opéra de chambre 1 acteur, 12 chanteurs et 8 instrumentistes                    | Billaudot            |
| 2000 | Quadrillages                                                                                    | Flûte                                                                           | Jobert               |
| 2000 | Les Chants de Themis sur des poèmes de Blanchet, Chénier, Molinet, Pouchkine ....               | 3 chœurs à voix égales et 5 percussions                                         | Jobert               |
| 2000 | Les Étrennes des orphelins sur un poème de Rimbaud                                              | Chœur d'enfants à l'unisson, soprano léger, contralto et 9 instruments          | Billaudot            |
| 2000 | Naissances sur des poèmes du compositeur                                                        | Chœur à voix égales                                                             | Billaudot            |
| 2000 | Soupirs sur un poème de Rabindranath Tagore                                                     | Chœur mixte                                                                     | Jobert               |
| 2000 | Apparitions sur des poèmes de Blanchet, Baudelaire et Mallarmé                                  | chœur mixte                                                                     | Jobert               |
| 2001 | Intervalles                                                                                     | Piano                                                                           | Jobert               |
| 2001 | Absence sur un poème de Paul Eluard                                                             | 4 voix mixtes                                                                   | Jobert               |
| 2001 | Cry sur un poème de W.B. Yeats                                                                  | Chœur mixte                                                                     | Jobert               |
| 2001 | Stabat Mater                                                                                    | chœur mixte                                                                     | Jobert               |
| 2001 | Mars                                                                                            | Quatuor de violoncelles                                                         | Jobert               |
| 2001 | Tristis                                                                                         | Soprano, haute-contre, ténor, basse, quatuor à cordes, théorbe et orgue positif | Jobert               |
| 2002 | Vita Nova sur un poème de Dante                                                                 | contre-ténor, 2 violons, alto, viole de gambe et clavecin                       | Jobert               |
| 2002 | Sphères                                                                                         | Orchestre                                                                       | Jobert               |
| 2002 | Spirales                                                                                        | 2 harpes                                                                        | Jobert               |
| 2002 | Fantaisie élégiaque                                                                             | quatuor à cordes                                                                | Jobert               |
| 2003 | Le voile déchiré                                                                                | Flûte, Alto, Piano                                                              | Jobert               |
| 2003 | Cloches                                                                                         | Harpe, violoncelle et percussion                                                | inédit               |
| 2003 | La voix sur un poème de Philippe Jaccottet                                                      | Soprano et piano                                                                | Jobert               |
| 2004 | Requiem                                                                                         | Mezzo, chœur et ensemble instrumental                                           | inédit               |
| 2005 | Nativités sur des textes italien, espagnol, latin, anglais, français et allemand                | chœur mixte à 24 voix                                                           | inédit               |
| 2006 | Peter Pan ou la véritable histoire de Wendy Moira Angela Darling sur un livret du compositeur   | Opéra                                                                           | Jobert               |
| 2007 | Feux                                                                                            | violoncelle                                                                     | Billaudot            |
| 2007 | Ébène sur ivoire                                                                                | piano                                                                           | Billaudot            |
| 2008 | Ophelia sur des textes de Rimbaud et Shakespeare                                                | chœur à voix égales et piano                                                    | inédit               |
| 2008 | Ivoire sous ébène                                                                               | piano                                                                           | Billaudot            |
| 2008 | Contes nordiques                                                                                | flûte, clarinette, trombone, alto et contrebasse                                | inédit               |
| 2008 | Variations de styles sur des textes de Raymond Quenaud                                          | 2 chefs, 12 voix et 10 instruments                                              | inédit               |
| 2009 | Het zielebladje sur des poèmes de Guido Gezelle, Karel van der Woestijne et Karel van der Oever | Flûte et 16 voix                                                                | inédit               |
| 2009 | Trois chants de l'Ailleurs sur des poèmes de Baudelaire                                         | Voix de baryton, flûte, violoncelle et piano                                    | inédit               |
| 2009 | La chute de Lucifer                                                                             | Trombone et orchestre                                                           | Symétrie             |
| 2010 | Figures sur des poèmes de Jean-Pierre Caumeil                                                   | chœur mixte et piano                                                            | A Cœur Joie          |
| 2010 | Aurores sur un poème de George Sand                                                             | chœur mixte                                                                     | La Sinfonie d'Orphée |
| 2011 | Les cris du C.. sur des textes de Charles Collé, Théophile Gautier et Joseph Vasselier          | Contreténor, Haute-contre, ténor, baryton et basse                              | inédit               |
| 2011 | Cri de silence, in memoriam JLF sur des textes Gee'z, arabe, malgache, latin et hébreu          | Contreténor, Haute-contre, ténor, baryton et basse                              | inédit               |
| 2011 | Songe à la douceur...                                                                           | violoncelle                                                                     | Leduc                |
| 2012 | Elle sur un poème de Florence Delay                                                             | Huit voix de femmes                                                             | Symétrie             |
| 2012 | DG in memoriam                                                                                  | Grand orgue                                                                     | inédit               |
| 2012 | Les sommeils de Sappho sur des fragments de Sappho                                              | Soprano, 6 voix d'hommes et quatuor à cordes                                    | inédit               |
| 2012 | Légendes                                                                                        | Quatuor de trombones                                                            | inédit               |
| 2012 | Telluris                                                                                        | Quatuor de trombones et 2 percussions                                           | inédit               |
| 2013 | La lune blanche sur un poème de Verlaine                                                        | Voix de ténor et piano                                                          | inédit               |
| 2013 | Les ananas magiques de Dame Pancetta sur un livret du compositeur                               | Conte musical                                                                   | inédit               |
| 2013 | Danse sylvestre                                                                                 | orchestre                                                                       | inédit               |
| 2013 | 1213-Bataille de Muret sur un texte en langue d'Oc                                              | 2 récitants, cuivres anciens, percussion et chœur mixte                         | inédit               |
| 2013 | Chrysalides                                                                                     | piano                                                                           | Leduc                |
| 2013 | Jubilatio                                                                                       | 4 voix de femmes                                                                |                      |
| 2014 | Brises                                                                                          | Violoncelle piccolo                                                             |                      |
| 2014 | L'archipel des saisons                                                                          | Violoncelle et chœur mixte                                                      |                      |
| 2014 | Cantique des cantiques                                                                          | 4 voix de femmes                                                                |                      |
| 2014 | Batèches                                                                                        | 11 percussions                                                                  |                      |
| 2015 | Rilke lieder                                                                                    | Voix et piano                                                                   |                      |
| 2015 | In nomine                                                                                       | Chœur mixte                                                                     |                      |
| 2015 | Prélude                                                                                         | Clarinette basse et piano                                                       |                      |
| 2016 | Les Spirituelles                                                                                | 4 voix de femmes                                                                |                      |

N.B. : quelques œuvres ont été composées et jouées mais pour l'instant non publiées.

## Discographie
- Musique de Chambre - Maguelone - 1995

Contient : Jeux de femmes - Rondes nocturnes - Berceuse et Bavardage
- Musique chorale du XXe siècle - Triton - 1997

Contient Soleils par le chœur Mikrokosmos
- La Puerta de la Luz - MFA-Radio-France - 1999

- Villarosa - JADE (distiution Universal) - 2000

Contient Géhennes par le chœur Mikrokosmos
- Shakespeare songs - Hortus

Contient When forty winters par le chœur Les Éléments
- Beatidudines - JADE - Chœur Mikrokosmos

Contient Soupirs
- Eve, Venus et les autres... - Nocturne - 2005

Contient Le plaisir originel par l'ensemble Solistes XXI
- Arc-en-cello - La nuit transfigurée - 2008

Contient Feux par Damien Ventula, violoncelle
- Contes traditionnels Suède et Norvège - Frémeaux et associés - 2009

Contient Messaria par Marina Foïs et l'ensemble 2E2M
- French trombone concertos - Perc Pro - 2014 Contient la chute de Lucifer par Fabrice Millischer (trombone) et l'orchestre de Saarbrücken
- Jubilations - Ligia Digital 2015  Contient Jubilatio par l'ensemble Cum Jubilo
- Hommage à Henri Dutilleux - Triton - 2015  Contient "Songe à la douceur..."  par Fabrice Bihan, violoncelle
- Violoncelle à 5 cordes - Triton - 2016  Contient Brises  par Etienne Péclard, violoncelle piccolo
- 1213-Bataille de Muret - Hortus 127 - 2016  Les Sacqueboutiers, chœurs Scandicus et Quinte-et-sens, Renat Jurié, Pierre-Yves Binard, Patrick Burgan direction
- Requiem - Klarthe 025 - 2016  Solistes et Chœur Mikrokosmos - Loïc Pierre direction